# Vịt bầu

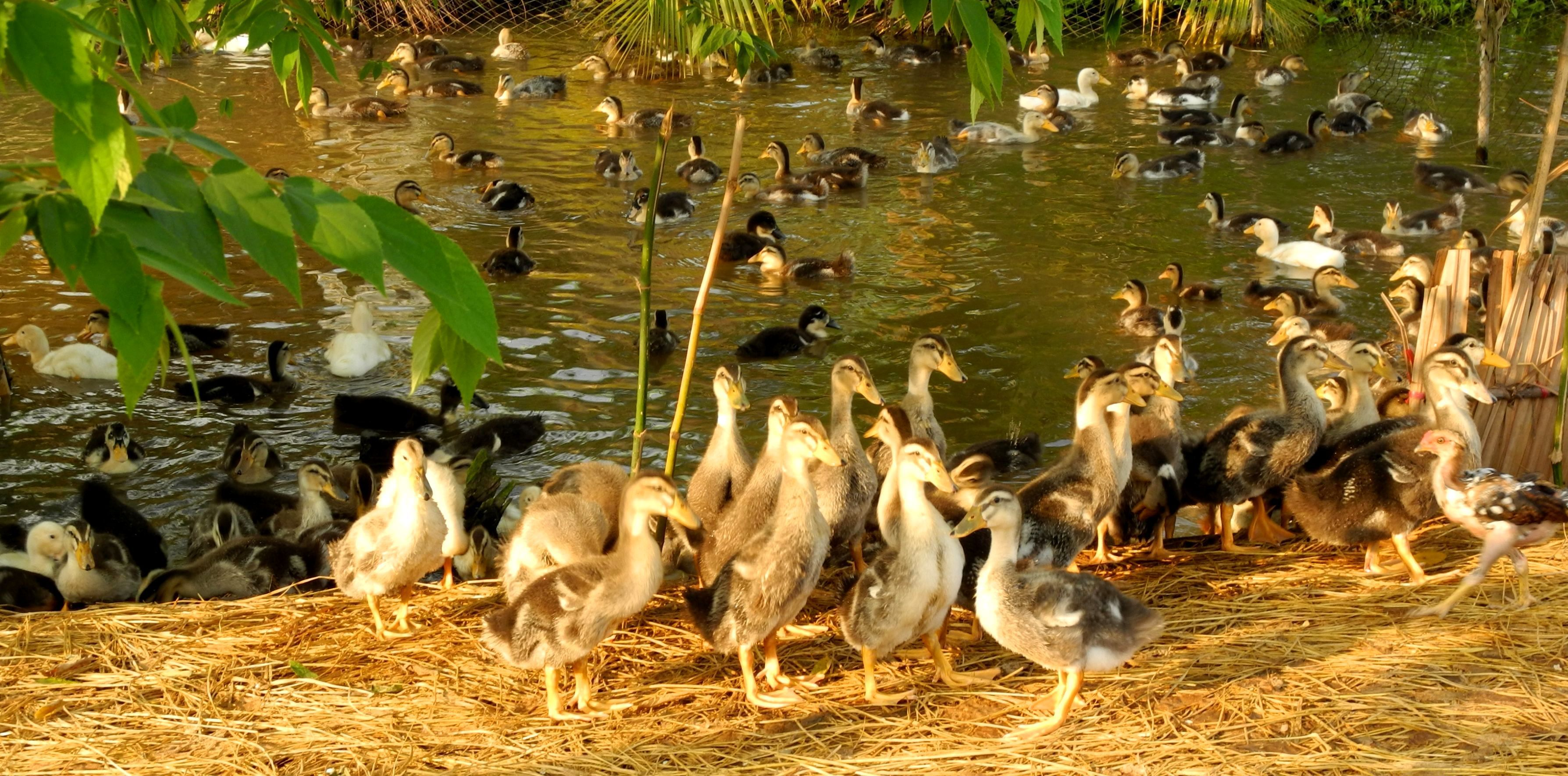
Vịt Sen ở Bến Tre

Vịt bầu là một giống vịt nhà có nguồn gốc từ Việt Nam. Đây là một trong những giống vịt nuôi phổ biến ở vùng nông thôn. Vịt Bầu được phân bố khá rộng rãi ở miền Bắc và cả ở miền Nam, đồng thời có nhiều ở các tỉnh Duyên Hải miền Trung. Trong miền Nam vịt Bầu còn được gọi là vịt Sen (Sen cò, Sen Ô). Vịt phổ biến hầu hết các địa phương nhưng nổi tiếng nhất vẫn là loại vịt Bầu Bến (Hòa Bình), vịt Phủ Quỳ hay vịt Bầu Quỳ (Nghệ An). Đây là hai dòng chính là Giống vịt Bầu có nguồn gốc ở vùng Chợ Bến tỉnh Hoà Bình vì vậy nhiều người còn gọi là vịt Bầu Bến. Một dòng vịt bầu có nguồn gốc từ huyện Quỳ Châu, Nghệ An được gọi là vịt bầu quỳ.

## Đặc điểm

### Mô tả
Vịt bầu là giống vịt có tầm vóc trung bình, lúc trưởng thành vịt Bầu có khối lượng của vịt đực: 2,2-2,5 kg/con, vịt mái nặng 2,0-2,2 kg/con. Giống vịt bầu to con, ngon thịt, nặng trung bình 2,0-2,5 kg, 6 tháng tuổi bắt đầu đẻ trứng, trứng nặng 50-60 g. Vịt bầu thân hình vững chắc, hình chữ nhật, đầu to, thân mình hơi dài, cổ ngắn vừa phải, ngực rộng, sâu, bụng sâu, dáng đi nặng nề, lạch bạch, mỏ và chân có nhiều màu khác nhưng phổ biến nhất là màu vàng, con trống có mỏ màu xanh lá cây.
Con trống có lông cổ màu xanh biếc, một số con có vòng lông trắng ở cổ. Cũng như vịt cỏ, vịt Bầu không được chọn lọc khắt khe trong thời gian dài, do đó màu lông có sự phân ly lớn từ màu trắng, đen xám, đến màu nâu xám. Bộ lông của vịt Bầu có nhiều nhóm màu khác nhau, phổ biến nhất là màu cà cuống, tiếp đó là màu xám, loang đen trắng. Khả năng cho thịt không cao, nhưng khả năng tự kiếm mồi tốt thích nghi tốt với điều kiện chăn thả truyền thống. 

### Tập tính
Cổ vịt bầu rất ngắn, trông lừ khừ nhưng chạy rất nhanh, ưa hoạt động và khéo lẩn lút. Chúng giỏi kiếm thức ăn ở các khe suối, đồng ruộng. Vịt bầu vùng Phủ Quỳ có sức chống chịu bệnh cao, thích ứng với thời tiết khí hậu nóng, lạnh, khô, ẩm, gió Lào, vịt bầu ở chất lượng thịt thơm ngon, vị ngọt, thịt vịt bầu rất ngon là do được nuôi theo hình thức thả rông. Thức ăn chủ yếu là cá, tép dưới khe suối, họa hoằn mới được gia chủ cho ăn thêm ít vỏ trấu, sắn, thóc. Đặc điểm khí hậu đặc biệt (mùa đông lạnh, mùa hè không quá nóng) giúp giống vịt bầu phát triển.
Vịt Bầu nuôi nhiều ở vùng đồng bằng trồng lúa ở cả hai miền Bắc, Nam. Vịt Bầu vừa được nuôi lấy thịt vừa được nuôi lấy trứng, tuy nhiên sản lượng trứng thấp hơn vịt Cỏ, đạt trung bình 100 - 130 quả/mái/năm, khối lượng trứng 70 - 80 gam. Tiêu tốn thức ăn cho 10 quả trứng là 2,5 - 2,6 kg. Tỷ lệ trứng có phôi thấp 75 - 80%. Khả năng cho thịt của vịt Bầu tương đối tốt, tỉ lệ thịt so với khối lượng sống đạt 50 -52%. Nuôi đến 63 ngày tuổi vịt trống đạt 1,5 - 1,8 kg, vịt mái đạt 1,3 - 1,5 kg, lúc trưởng thành con trống đạt 2,5 - 3,0 kg, con mái 2,2 -2,5 kg.

### Sinh sản
Trứng vịt sẽ nở sau 28 ngày được ấp. Vịt con từ lúc mới nở đến 1 tháng tuổi là thời gian "gột vịt", giai đoạn này kéo dài hay ngắn tùy theo giống vịt, mùa vụ, điều kiện nuôi dưỡng và chăm sóc. Vịt mới nở mua về thường cho nhịn đói, sau 4 giờ mới cho ăn. Nếu vịt chưa khô lông có thể cho nhịn lâu hơn, bởi vì sau khi nở, trong bụng vịt con còn chứa một khối lượng lòng đỏ có tác dụng tiếp tục cung cấp chất dinh dưỡng. Không nên cho vịt ăn ngay thì khối lượng lòng đỏ không tiêu được dễ làm cho vịt chết trong tuần đầu.

## Chế độ ăn
Vịt con từ 1-3 ngày tuổi thường dùng gạo lức nấu chín thành cơm hay ngô mảnh nấu chín, để nguội rồi đổ ra máng ăn. Cứ 3 – 4 kg gạo/100 con vịt/1 ngày nấu chín chia làm 4-5 bữa (trong đó có 1 bữa vào 10 giờ đêm để kích thích cho vịt ăn được nhiều). Khi vịt ăn xong phải cho vịt uống nước sạch hoặc pha lá hành. Trong giai đoạn vịt từ 1-3 ngày tuổi không nên cho chúng ăn thêm thức ăn đạm (con ruốc, cá, tôm, tép khô) để tránh tình trạng thức ăn không được tiêu hóa hết, khiến vịt ngộ đọc thức ăn rồi chết. Vịt còn nhỏ không nên cho vịt xuống nước nhiều để chúng ít bị nhiễm trùng rốn.
Tập cho ăn mồi từ ít tới nhiều, không nên cho vịt ăn quá nhiều một lúc vì chúng dễ bị bội thực chết. + Đồng thời phải tập cho vịt xuống nước tắm. Vịt con từ 11 - 16 ngày tuổi thì cho vịt ăn thức ăn bằng gạo lức hay ngô xay không cần nấu chín mà chỉ cần ngâm vào nước cho chương mềm. Cho đến khi vịt được trên 15 ngày tuổi thì bắt đầu cho chúng ăn lúa nấu chín. Hàng ngày chỉ cho vịt ăn 2 bữa và kết hợp với chăn thả ngoài đồng để vịt kiếm thêm thức ăn. Trong giai đoạn này phải bổ sung chất đạm như tôm, cua, cá khô băm nhỏ... vào thức ăn cho vịt
Trong mùa mưa từ tháng 4 - tháng 10 vịt thường được thả trong ruộng lúa để ăn sâu bọ, bọ gậy các loại sâu hại khác, vừa giúp cây trồng phát triển tốt và vừa phát triển được chăn nuôi. Tuy nhiên vẫn phải cho chúng ăn thêm thóc lúa hoặc thức ăn công nghiệp để đảm bảo cung cấp đủ chất dinh dưỡng cho vịt. 

## Các dòng

### Vịt bầu Bến
Vịt Bầu Bến có nguồn gốc ở vùng Chợ Bến, huyện Lạc Sơn, tỉnh Hoà Bình, hiện nay được nuôi ở nhiều nơi như Hà Nội, Hà Tây, Thanh Hoá và một số mơi khác. Vịt có thân hình bầu bĩnh, đầu to, cổ dài. Con mái có màu nâu-vàng xen lẫn. Con trống có màu cánh sẻ phía đầu, lưng. Tuy nhiên vẫn có một số con có màu khác. Chân màu vàng, thỉnh thoảng có chấm đen. Khối lượng mới nở 42 g/con. Lúc trưởng thành, con trống nặng 1,6 - 1,8 kg, con mái nặng 1,3 - 1,7 kg. Vịt bắt đầu đẻ lúc 154 ngày tuổi. Khối lượng trứng 64 - 66 g/quả. Sản lượng trứng/mái/năm đẻ 134 - 146 quả. Tỷ lệ phôi 95 - 96%. Tỷ lệ nở đạt 80%.

### Vịt bầu Quỳ
Vịt bầu Quỳ có nguồn gốc từ huyện Quỳ Châu, tỉnh Nghệ An. Hiện nay được phân bố ở các huyện Quỳ Châu, Quế Phong, Vinh (Nghệ An), Hà Nội, Hà Tây, Thanh Hoá. Vịt có thân hình gần giống vịt Bầu Bến. Khối lượng trưởng thành con trống nặng 1,6 - 1,8 kg, con mái nặng 1,4 - 1,7 kg/con. Vịt bắt đầu đẻ lúc 162 - 168 ngày tuổi. Trứng nặng 70 - 75 g/quả. Tỷ lệ phôi 96 - 97%. Tỷ lệ ấp nở đạt 80%. Sản lượng trứng/mái/năm đẻ đạt 122 - 124 quả.